# Сентендре
Сентендре (на унгарски: Szentendre) е град в Унгария с население от 26 447 души (по приблизителна оценка за януари 2018 г.). Намира се в голяма близост до Будапеща и е туристически град, известен с красотата си. Град Сентендре, който е известен най-вече с многобройните си музеи и занаятчийници, се намира в област Пест.
Сентендре е градът на художниците, на галериите и на различните видове изкуства.
В Сентендре има много барокови сгради. На главния площад на града има бароков кръст, който е бил издигнат в края на 18 век. Кръстът бил издигнат в знак на благодарност от населението, което било пощадено от епидемията от чума, върлувала в околностите по това време.